# アングロ・オーストラリアン惑星探査
アングロ・オーストラリアン惑星探査 (英: Anglo-Australian Planet Search, AAPS) とは、オーストラリアのアングロ・オーストラリアン天文台が行っている長期の天文サーベイである。太陽系近傍にある240個の南天の恒星についてその周囲にある太陽系外惑星をカタログ化することを目的とし、1998年に開始された。惑星を探す手段としてドップラー分光法を採用し、同天文台の 3.9 m アングロ・オーストラリアン望遠鏡 (AAT) に、ユニヴァーシティ・カレッジ・ロンドンによるエシェル分光観測装置の University College London Echelle Spectrograph (UCLES) を組み合わせて行われている。8等級よりも明るい恒星を観測対象としている。
サーベイは現在では、木星に似た長周期の惑星を探すことに主目的を切り替えている。

## AAPSが発見した惑星
AAPSは2019年現在35個の太陽系外惑星の発見を公表している。うち3つは一つの恒星に複数の惑星を発見したものである。